# Lumturie Rama
Lumturie Rama (ur. 1 marca 1988 w Gnjilane) – kosowska strzelczyni, mistrzyni kraju. Kuzynka Uraty.

## Kariera
Uprawiała strzelectwo od 2004 roku. W 2012 roku znalazła się w grupie sześciu sportowców, których narodowy komitet olimpijski planował zgłosić do Letnich Igrzysk Olimpijskich 2012, jednak ostatecznie Międzynarodowy Komitet Olimpijski nie zezwolił na start Kosowa w tych igrzyskach (wyjątkiem była judoczka Majlinda Kelmendi, która mogła reprezentować wyłącznie Albanię).
W 2015 roku Rama wzięła udział w Igrzyskach Europejskich 2015, gdzie w pistolecie pneumatycznym z 10 m zajęła 36. pozycję. Rok później w mistrzostwach Europy w tej samej konkurencji uplasowała się na 70. miejscu, zaś 2 lata później była 62. zawodniczką turnieju. Najwyższe miejsce w Pucharze Świata zajęła w 2016 roku, gdy w Monachium uplasowała się na 93. miejscu.
W 2017 roku zdobyła złoty medal mistrzostw Kosowa w pistolecie standardowym z 25 metrów.